# Völkermord-Gedächtniskirche

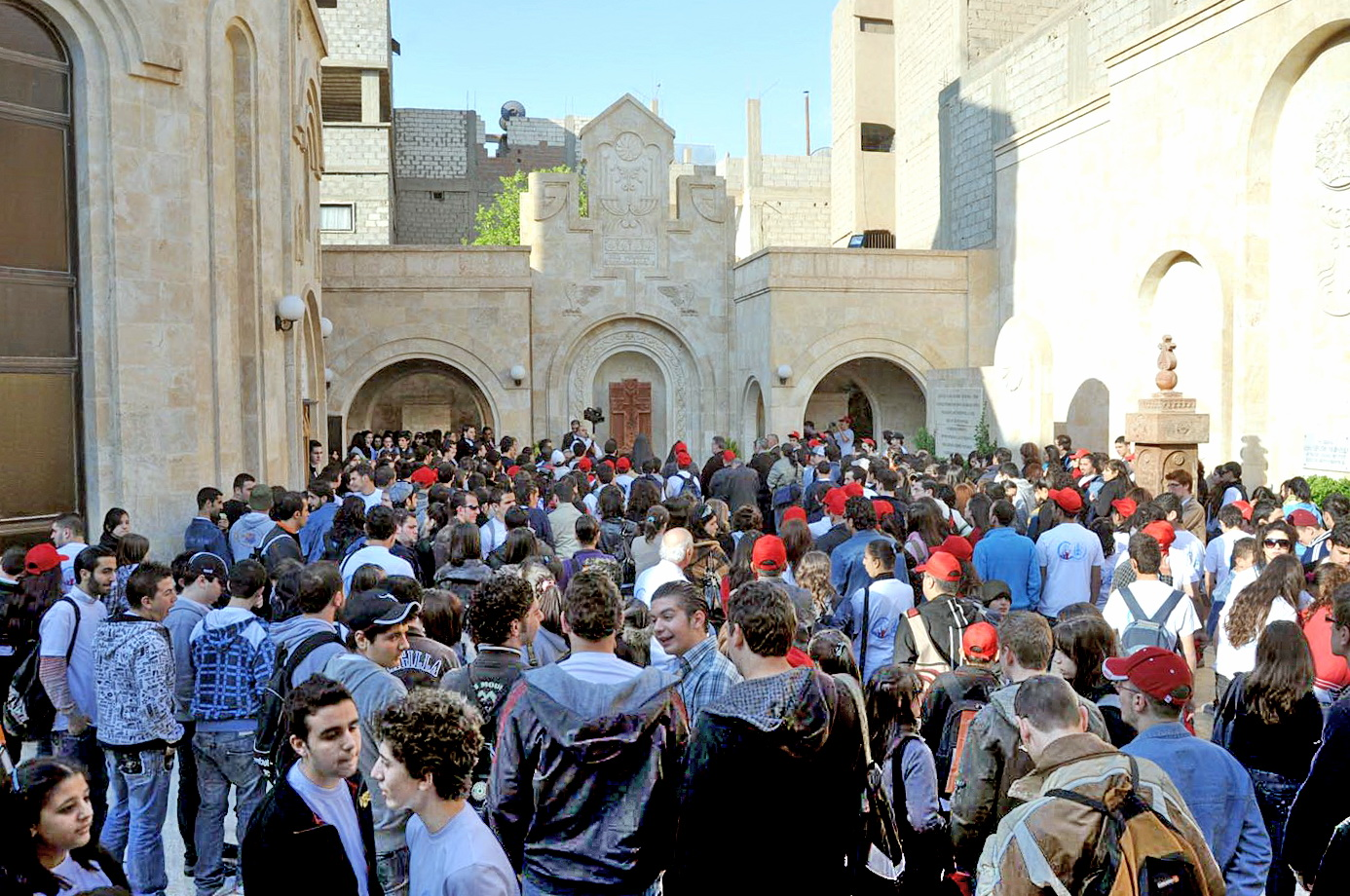
Armenische Gedächtniskirche
Մեծ Եղեռնի Նահատակաց Յուշահամալիր

Die Gedächtniskirche für die Märtyrer des Armeniergenozids (armenisch Մեծ Եղեռնի Նահատակաց Յուշահամալիր, arabisch كنيسة شهداء الأرمن, DMG kanīsat šuhadāʾ al-arman) in der syrischen Stadt Der Zor war ein dem Gedenken an die Opfer des Völkermords an den Armeniern gewidmeter Gebäudekomplex. Er wurde 2014 von Islamisten gesprengt.
Der Bau der Gedenkstätte begann im Dezember 1989 und wurde im November 1990 vollendet. Am 4. Mai 1991 wurde sie durch Seine Heiligkeit Karekin I., Katholikos des Großen Hauses von Kilikien geweiht. Der als Kirche, Museum, Denkmal, Archivzentrum und Ausstellung dienende Komplex unterstand der direkten Verwaltung der armenischen Prälatur (Diözese von Aleppo). Bis zur Zerstörung der Gedächtniskirche am 21. September 2014 durch die Terrororganisation Islamischer Staat besuchten jedes Jahr am 24. April, dem Völkermordgedenktag, Zehntausende armenische Pilger aus aller Welt die Gedenkstätte.

## Hintergrund
Auf Initiative der armenisch-apostolischen Diözese von Aleppo erfolgte die Grundsteinlegung am 12. Mai 1985 – auf einem Stück Land, das als Endziel für Todesmärsche, Tötungszentrum und Hinrichtungsstätte und Massengrab während des Völkermordes 1915–1917 im Osmanischen Reich diente. Später ließ die armenische Gemeinde in Der Zor eine kleine Kapelle für Sankt Hripsime an der Stätte errichten. Der neue Gedenkstättenkomplex wurde als Ersatz für das alte Bauwerk errichtet.
Die Stadt Der Zor wurde als endgültiger Zielort für die aus ihrem Land vertriebenen armenischen Flüchtlinge gewählt, die von den osmanischen Türken zu Todesmärschen in die Syrische Wüste gezwungen wurden. Die Tötungszentren wurden bekannt als Konzentrationslager Der Zor, wo zwischen 150.000 und 400.000 Armenier getötet worden sein sollen.
Die Völkermord-Gedenkstätte war ein großes, freistehendes Skulpturwerk, an dessen Sockel die Gebeine der Völkermordopfer begraben waren. Der Komplex bestand aus einem kreisförmigen Glas-Display mit den Skeletten der Genozidopfer, auf dem ein weißer Marmor-Turm angebaut wurde, umgeben von Chatschkars (Kreuzsteinen).

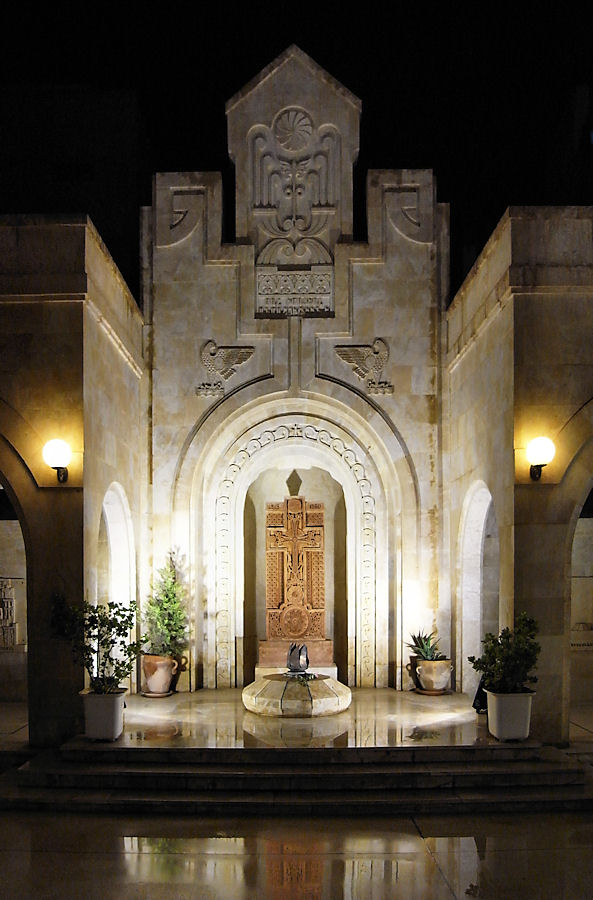
Das Monument mit dem Chatschkar-Kreuzstein

## Der Komplex

### Mauer der Freundschaft
Dieses Bauwerk wurde zur Erinnerung an die unschuldigen Märtyrer konstruiert. Durch den Haupteingang erreichte man eine zum Hinterhof führende Treppe, die die „schrecklichen Katastrophen“ symbolisierte, denen die armenische Nation ausgesetzt war, „aber ohne Hingabe an Schmerzen lebt sie weiterhin mit Stolz und Selbstachtung“. Die innen mit Tauben und Kreuzen verzierte Fassade des Haupteingangs symbolisierte den Überlebenskampf und die Selbstaufopferung zur Erreichung des Friedens. Auf der rechten Seite des Hofes befand sich die Mauer der Freundschaft, die mit verschiedenen Arabesken und armenischen Inschriften geschmückt war – als eine Art symbolischer Ausdruck, um die engen Beziehungen zwischen den beiden Nationen, Armeniern und Türken, auszudrücken. Die beiden kontinuierlich fließenden Federn auf dieser Wand bezogen sich auf das unerschöpfliche Leben und die Hingabe.

### Das Monument
Gegenüber dem Haupteingang stand ein Monument zum Gedenken der armenischen Märtyrer. Darauf wurde ein aus Armenien stammender Kreuzstein platziert. Vor dem Monument brannte eine Ewige Flamme. Auf beiden Seiten konnte man fünf Beispiele verschiedener armenischer Völkermordmonumente sehen, die es auf der Welt zu finden gibt. Auf der linken Seite des Monuments befand sich eine Gedenkmauer mit einer Reihe von Kreuzsteinen, die mit armenischen Dekorationen verziert waren.

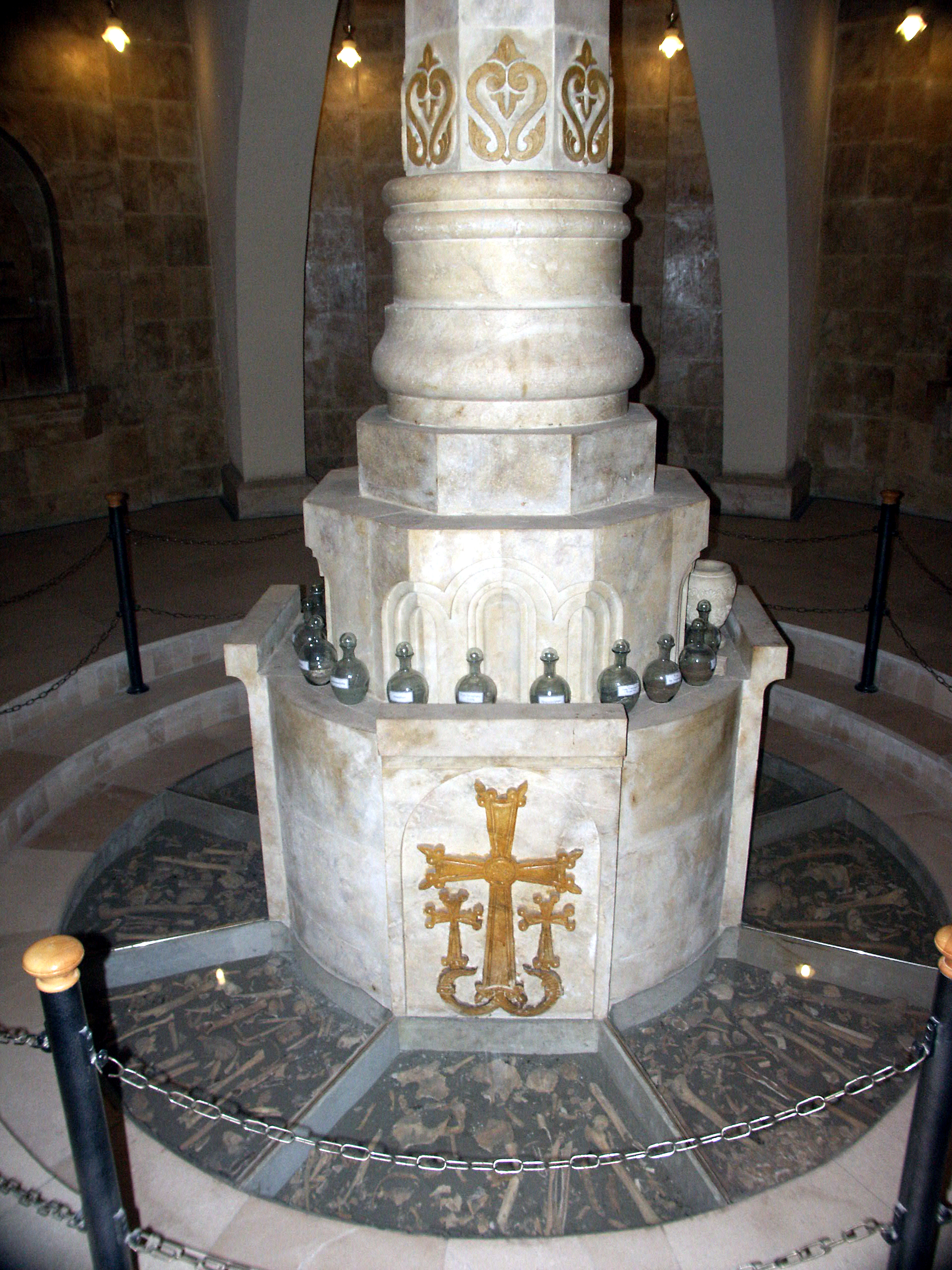
Knochen der Opfer des Völkermords im Museum

### Kirche und Museum
Im Hauptgebäude des Komplexes, der Kirche mit dem Museum auf der linken Seite des Innenhofs, befand sich eine Halle, in deren Mitte die Säule der Wiederauferstehung errichtet war. Um ihren Sockel waren die aus der Syrischen Wüste geborgenen Gebeine der Märtyrer gruppiert. Die Säule war dem Überlebenskampf und der Wiedergeburt der armenischen Nation gewidmet. Die in ein kleines Museum umgewandelte Halle enthielt Literatur, Publikationen und Fotodokumente.